# Dorothy Fields

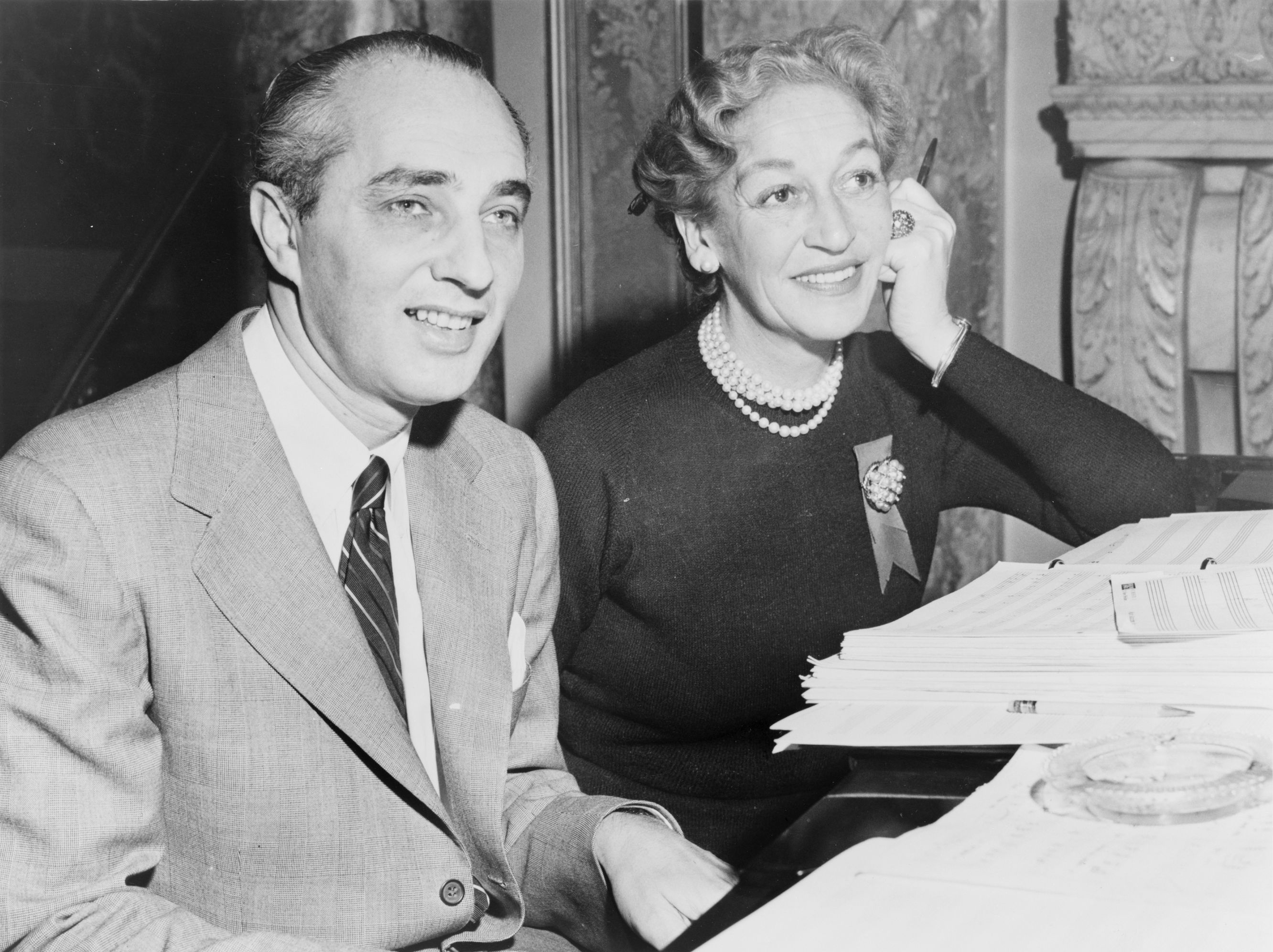
Dorothy Fields mit Arthur Schwartz bei den Arbeiten zu A Tree Grows in Brooklyn (1951)

Dorothy Fields (* 15. Juli 1905 in Allenhurst, New Jersey; † 28. März 1974 in New York City) war eine amerikanische Liedtexterin und Dramatikerin.
Dorothy Fields stammt aus einer jüdischen New Yorker Theaterfamilie. Sie ist die Schwester von Herbert Fields und Joseph Fields, die ebenfalls als Autoren bekannt wurden. Ihr Vater Lew Fields war ein berühmter Vaudeville-Komödiant und Broadway-Produzent.

## Leben
Ihre Laufbahn als Autorin begann 1927 durch die Bekanntschaft mit dem Komponisten Jimmy McHugh, für den sie die Liedtexte verfasste. Fields und McHugh schrieben anfänglich für Revuen des Harlemer Cotton Clubs. Zu ihrem ersten Erfolg wurde der Schlager „I Can't Give You Anything But Love, Baby“ aus der Revue Delmar’s Revels. Mit diesem Hit zogen sie an den Broadway für ihre erste Show, den Blackbirds of 1928. Ein weiterer Song aus dieser Show war Diga Diga Doo. Im selben Jahr produzierte ihr Vater ihnen ihr erstes „Book Musical“ Hello, Daddy, für das ihr Bruder Herbert Fields das Buch schrieb. Es folgten weitere Shows, u. a. die International Revue ihres Vaters von 1930, für die die Songs „On the Sunny Side of the Street“ und „Exactly Like You“ entstanden. 

Wegen der Weltwirtschaftskrise und den damit verbundenen Schwierigkeiten am Broadway, aber auch wegen des Kinobooms, wechselten Fields und McHugh Anfang der 1930er Jahre nach Hollywood. Sie erarbeiteten die Scores (Partituren) für mehrere Filme; 1935 entstand für den Film For Every Night at Eight der Song „I’m In the Mood For Love“. Im selben Jahr endete ihre berufliche Partnerschaft. Dorothy Fields schrieb danach Liedtexte für einige andere Komponisten, hatte aber ihren größten Erfolg in der Zusammenarbeit mit Jerome Kern. Für den Titel „The Way You Look Tonight“ aus dem Musicalfilm Swingtime aus dem Jahr 1936 erhielten Fields und Kern den Oscar für den besten Song. 

1939 kehrte Fields nach New York zurück, dort arbeitete sie im selben Jahr mit Arthur Schwartz an dem Musical Stars In Your Eyes. Anfang der 1940er Jahre begann die Zusammenarbeit mit ihrem Bruder Herbert, durch die sie sich auch als Dramatikerin hervortat. Die Fields schrieben die Bücher für die Cole Porter-Musicals Let’s Face It! (1941), Something for the Boys (1943) und Mexican Hayride (1944). 1946 folgte das Buch für das äußerst erfolgreiche Musical Annie Get Your Gun mit der Musik von Irving Berlin. Fields letzte Arbeit mit ihrem Bruder (er verstarb 1958) war für das Musical Redhead, für das 1959 beide mit einem Tony Award für das beste Musical ausgezeichnet wurden. 

Nach dem Tod ihres Bruders arbeitete Dorothy Fields wieder als Liedtexterin. Mit dem Komponisten Cy Coleman schrieb sie die Songs für die Musicals Sweet Charity (1966) und Seesaw (1973). Mit ihrem Sohn, dem Pianisten David Lahm, entstand 1969 der Song „Five o’Clock Sky.“